# Cicatrion constricticolle
Cicatrion constricticolle är en skalbaggsart som först beskrevs av Martins 1962.  Cicatrion constricticolle ingår i släktet Cicatrion och familjen långhorningar. Inga underarter finns listade i Catalogue of Life.